# Hypolycaena tharrytas
Hypolycaena tharrytas är en fjärilsart som beskrevs av Felder 1862. Hypolycaena tharrytas ingår i släktet Hypolycaena och familjen juvelvingar. Inga underarter finns listade i Catalogue of Life.

## Bildgalleri

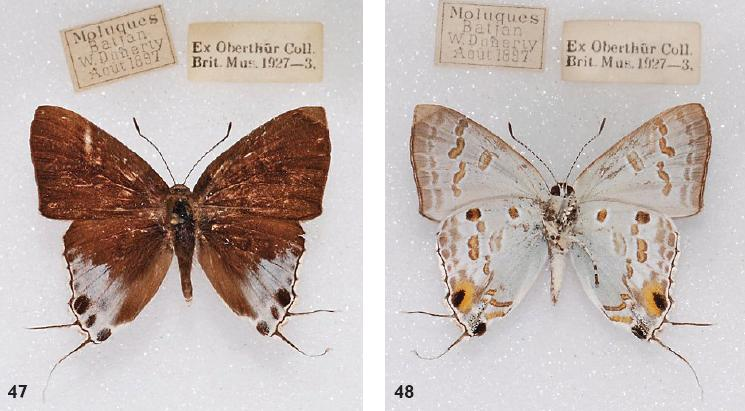
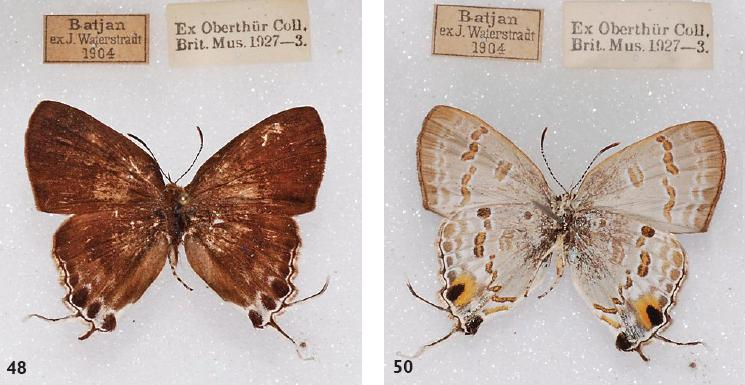
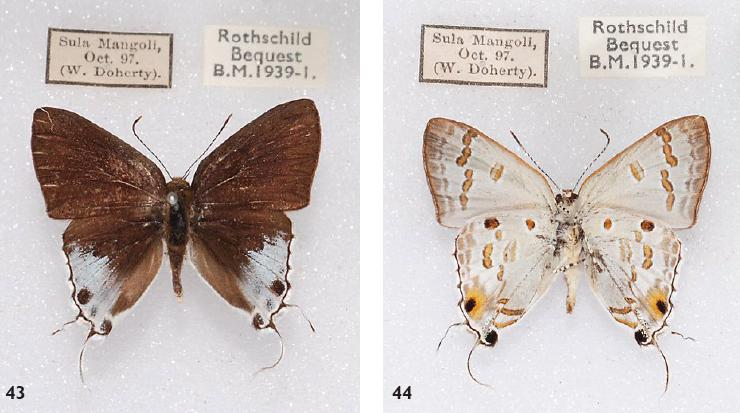
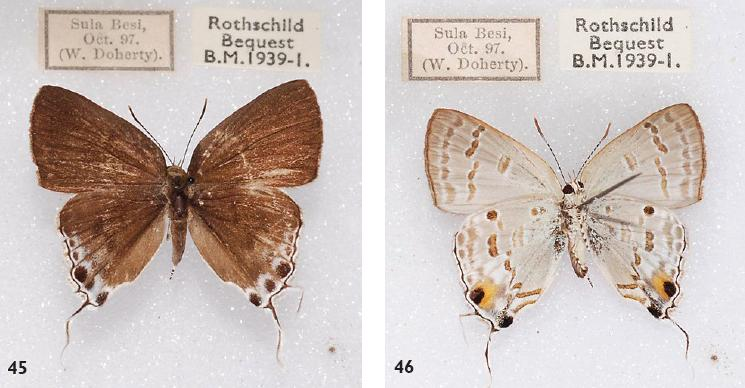
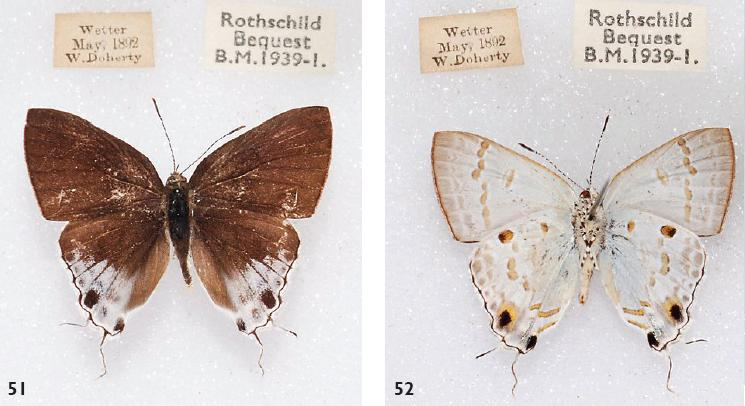
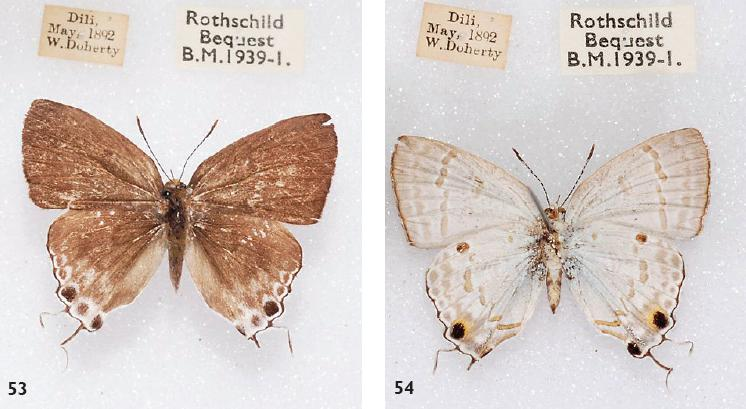